# 魔幻之愛
魔幻之愛（西班牙語：El amor brujo）是西班牙作曲家法雅在1915年創作的一部音樂，原先是作給室內樂團演奏，後來重新編曲為交響樂，之後又重新編曲為芭蕾舞曲。

## 版本
魔幻之愛一開始是一個吉普賽佛朗明哥舞者Pastora Imperio在1914年至1915年間委託法雅創作的，1915年4月15日於馬德里的Lara劇院演出，演出並不成功。
隔年法雅把樂曲改成交響樂，有三首由女低音演唱的歌曲。這一版在1916年3月28日，由恩里克·費南德茲·阿爾博斯指揮的馬德里交響樂團演出。
在1925年，法雅把它改成一幕的芭蕾啞劇，這個版本在美國首演於1927年3月17日，在Philadelphia's Metropolitan Opera House由Philadelphia Civic Opera Company演出，女低音是Kathryn Noll，指揮是亞歷山大·史默冷斯。

## 劇情
魔幻之愛的故事是，一個叫做Candela的吉普賽女孩，在她被迫嫁給的不忠實丈夫死後，愛上了一個叫做Carmelo的男人。死去丈夫的亡靈糾纏著Candela跟Carmelo，為了驅趕亡靈，所有的吉普賽人在半夜的時候，繞著營火圍成一個圓圈。在這個圓圈內，Candela跳了火祭之舞，召喚了丈夫的亡靈出現，並且跟他共舞。她們跳舞跳得越來越快，火祭之舞的魔法把亡靈吸入火焰中，使他永遠消失了。

## 樂章
1. Introducción y escena 《介紹跟場景》
2. En la cueva 《在洞窟中》
3. Canción del amor dolido 《受苦愛情的歌曲》
4. El aparecido (El espectro) 《幽靈》
5. Danza del terror 《恐懼之舞》
6. El círculo mágico (Romance del pescador) 《魔法圈》
7. A media noche: los sortilegios  《半夜的魔法》
8. Danza ritual del fuego 《火祭之舞》
9. Escena 《場景》
10. Canción del fuego fatuo 《鬼火之歌》
11. Pantomima 《啞劇》
12. Danza del juego de amor 《愛情遊戲之舞》
13. Final - las campanas del amanecer 《結尾－日出的鐘聲》

## 電影
西班牙導演卡洛斯·索拉在1986年上映的同名電影就是以此情節改編，電影中用的音樂也是法雅的音樂，男女主角是佛朗明哥舞者安東尼奧·加德斯跟克莉絲汀娜·歐若絲。